# The Animals
The Animals là ban nhạc của Anh trong những năm 60 của thế kỉ 20, thành lập ở Newcastle và chuyển tới Luân Đôn để tìm kiếm thành công vào năm 1964. Ban nhạc có tên cũ là Alan Price Rhythm and Blues Combo được biết đến bởi chuyên chơi loại nhạc hỗn hợp của rock and roll, blues và pop cùng với chất giọng khàn của thủ lĩnh Eric Burdon, phong cách biểu diễn cuồng nhiệt, sôi động cộng với sự phóng khoáng. Nhóm nhạc nổi tiếng với những bài hát như "We Gotta Get out of This Place", "It's My Life", "I'm Crying", "Don't Let Me Be Misunderstood", Bring It On Home To Me, See See Rider, Don't Bring Me Down... và nổi bật nhất là ca khúc House of the Rising Sun. The Animals là một trong những ban nhạc tham gia vào trào lưu British Invasion cùng với những ban nhạc Anh khác như Chad & Jeremy, Peter and Gordon, The Beatles, Manfred Mann, Petula Clark, Freddie and the Dreamers, Wayne Fontana and the Mindbenders, Herman's Hermits, The Rolling Stones, The Kinks, The Troggs, Donovan, Them và The Dave Clark Five... Góp phần đưa âm nhạc Anh có vị trí trong rock cũng như trở thành trung tâm của âm nhạc thế giới, mở ra thời kỳ thành công vang dội cho vô vàn các nghệ sĩ Anh sau này
The Animals cũng đã trải qua nhiều thay đổi nhân sự trong giữa những năm 1960 và quản lý kinh doanh hoạt động kém. Sau khi vượt qua khó khăn, ban nhạc trở lại hoạt động với tên Eric Burdon and the Animals, họ chuyển tới California và đạt được nhiều thành công về mặt thương mại với thể loại rock mạnh và rock phiêu diêu với những bài hát tiêu biểu "San Franciscan Nights", "When I Was Young" và "Sky Pilot". Trước khi chính thức giải thể, nhóm nhạc đã có khoảng 10 bài trong Top 20 bản hit của UK Singles Chart và Billboard Hot 100
The Animals quay trở lại với các thành viên cũ vào khoảng những năm 1975 đến 1983. Ban nhạc cũng được giới thiệu trong Đại sảnh Danh vọng Rock and Roll vào năm 1994

## Sự ra đời
Vào năm 1962, ở thành phố Newscastle, xuất hiện ban Kansas City Five, với các thành viên bao gồm: nghệ sĩ piano, organ Alan Price, tay trống John Steel, ca sĩ Eric Burden. Sau đó vào năm 1962, Price rời bỏ nhóm để gia nhập một ban khác tên là Kontours lúc đó do tay bass Bryan "Chas" Chandler dẫn đầu, còn ca sĩ Burden thì chuyển đến thủ đô London. Chandler nhanh chóng đổi tên nhóm thành Alain Price Rthym-and-blues Combo. Khi Alain Price Rthym-and-blues Combo tiếp nhận tay trống John Steel, (theo lời đề nghị của Price) Burden quay lại thành Newscastle vào đầu năm 1963 để tìm thêm thành viên hoàn thiện đội ngũ. Cuối cùng thành viên cần tìm chính là tay guitar High Valentine, người gia nhập đúng thời điểm ban nhạc mới này đang tiến hành thu album đầu tiên mang ngay cái tên mới của nhóm: The Animals. Nhờ đĩa thu này, nhóm gây sự chú ý tới nghệ sĩ blues rock tiên phong Anh Quốc, Graham Bond, ông này giới thiệu nhà tổ chức Giorgio Gomelsky cho nhóm.
Ban nhạc được biết đến với tên gọi The Animals do phong cách chơi nhạc hoang dã và sôi động của các thành viên. Eric Burdon đã phủ nhận trong cuộc họp báo năm 2013, Animal là để tưởng nhớ một người bạn có tên là Hogg. Sau thành công tại quê nhà, The Animals đã gặp quản lý Giorgio Gomelsky để chuyển tới London sau sự kiện Beatlemania và sau đó là tham gia vào trào lưu Cuộc xâm lăng của nước Anh
Trong thời kỳ đầu, The Animals có hát lại những bài của Jimmy Reed, John Lee Hooker, Nina Simone và nhiều ca sĩ khác. Họ ký hợp đồng với công ty Columbia Graphophone của EMI. Giorgio Gomelsky bố trí cho ban nhạc chơi tại CLB Clawdaddy Club của ông. Bài hát Baby Let Me Take You Home (bản rock của Baby Let Me Follow You Down là ca khúc đầu tiên của họ, leo lên top 21 trên bảng xếp hạng Anh. Năm 1964, The Animals hát lại ca khúc House of the Rising Sun - một bản dân ca quen thuộc về New Orleans. Ca khúc được nhóm chế biến lại và đã đứng đầu của cả hai bảng xếp hạng Anh và Mỹ đúng mùa hè năm đó - vốn được cho là sẽ chết yểu vì đã có rất nhiều ca sĩ, kể cả Bob Dylan hát lại. Thành công này mở đường cho mùa thu hoạch cho ban nhạc với album đầu tay. Single thứ ba của họ - I'm Crying - cũng leo lên hạng 8 ở Anh. Theo đà thắng lợi, nhóm biên soạn một album, Animals Track toàn các đĩa đơn lọt vào top 10 bao gồm những bài R&B kinh điển như Don't Let Me be Misunderstood, We've Gotta Get out of This Place.
Tháng năm 1965, sau khi thu We've gotta get out of this Place. Price đột ngột rời nhóm với lý do sợ đi máy bay. Vị trí của Alan được thay thế từ Mick Gallagher và sau đó là Dave Rowberry. Vài tư liệu cho thấy, khi thu House of the Rising Sun, về cơ bản, cả nhóm được coi là cùng hợp lực phối lại, có nghĩa theo hợp đồng cho phép tất cả các thành viên đều có tên dưới mỗi tác phẩm với tư cách chính thức. Price nêu ra vấn đề, cho là lợi nhuận sẽ được chia đều. Nhưng chuyện đó không diễn ra và trục trặc bắt đầu: Price đột nhiên cảm thấy "sợ đi máy bay" và muốn rời khỏi ban. Theo tư liệu khác, thì do xung đột giữa Burden và Price để giành nhau địa vị thủ lĩnh toàn nhóm mới là lý do chính
Sau sự ra đi của Price là đến lúc The Animals cảm thấy bức bối, chán nản với chất liệu bị ép thu theo quan điểm của nhà sản xuất Mickie Most. Không chỉ hầu hết các ca khúc quá thương mại với sở thích của họ, mà còn bởi vì họ bị giới thiệu với hình ảnh sai lệch. Mặc dù vẫn tạo thành công, điển hình là bản It's My Life vẫn leo lên top 7 ở Anh và đứng vị trí tương tự ở Mỹ, nhóm vẫn chấm dứt hợp tác với Most và hãng EMI. Cả ban chuyển sang hãng Decca và MGM Records và tiến triển đầy quyền năng mạnh mẽ hơn trước qua album Animalism và The Best of the Animals bán chạy nhất ở Mỹ. Đội ngũ nhóm tiếp tục thay đổi, cây trống Steel ra đi sau khi Animalism được thu (1966), thế chỗ vị trí này là Barry Jenkins, cựu thành viên của Nashville Teens. Đến giữa năm 1966, tay bass guitar Chandler cũng bỏ nhóm sau khi thu single Don't Bring Me Down và Valentine cũng cố gắng ở lại đến cuối năm. Single có cái tên trớ trêu ấy là đĩa cuối cùng của nhóm The Animals
Nhóm chỉ còn là Eric và Barry. Eric hoạt động một mình với album Eric Is Here, với ca khúc Help Me, Girl đứng thứ 14 trong bảng xếp hạng tại Anh. Đó là lần cuối cùng The Animals hợp tác với Decca Record
Nguyên nhân sụp đổ của Animals được cho là vấn đề tài chính, theo Chandler, nguyên nhân là do các thành viên quá chủ quan và ngây thơ trong tài chính, làm được ít tiền nên kinh doanh của ban nhạc ở trong một tình trạng rất hỗn độn, cộng với quản lý yếu kém. Đội ngũ The Animals ban đầu có 5 giờ chỉ còn lại một mình Eric Burdon

## Eric Burdon and The Animals
Eric Burdon cố gắng cải tổ lại nhóm cùng với Barry Jenkins, họ thu nạp được John Weider (chơi guitar/violin/bass), Vic Briggs (guitar/piano) và Danny McCulloch (bass) vào tháng 12 năm 1966 với cái tên mới là Eric Burdon and The Animals. Ban nhạc chơi thể loại mới là rock phiêu diêu và đạt được nhiều thành công như "San Franciscan Nights", "Monterey", "When I Was Young" và "Sky Pilot". Tháng 4 năm 1968, Mc Culloch ra đi, được thay thế bởi nghệ sĩ keyboard kiêm ca sĩ Zoot Money - bạn cũ của Burdon. Tháng 7 năm đó, Briggs ra đi và tay guitar Andy Summers, còn Weider chuyển sang chơi bass luân phiên với Summers. 
Tháng 12 năm 1968, The Animals lại giải thể, 2 bài hát "Ring of Fire" và "River Deep – Mountain High cùng với album Love Is được quốc tế phát hành. Rất nhiều lý do giải thể được đưa ra, nổi tiếng nhất là buổi trình diễn bị hủy bỏ ở Nhật Bản. Các tour đã được lên kế hoạch cho tháng 9 năm 1968 nhưng đã bị trì hoãn cho đến tháng 10, vì gặp trở ngại khi kiếm visa. Vài ngày trước tour du lịch, một người trong tổ chức mafia Yakuza bắt cóc quản lý, dọa bắt ông phải viết một thuế đầu tư $25000 gọi là để bù lỗ phát sinh do chậm trễ của tour diễn. Quản lý đã viết, nhưng vấn đề là không ai trong số những kẻ bắt cóc ông biết đọc tiếng Anh, và còn bị viết trong hoàn cảnh bị cưỡng ép. Những kẻ bắt cóc thả ông nhưng cảnh báo sẽ giết hại những thành viên trong nhóm nếu họ không rời khỏi Nhật Bản. Eric Burdon and The Animals phải rời khỏi Nhật Bản, để lại những đồ nghề đi trình diễn. Money và Summers rời nhóm với mong muốn đi biểu diễn riêng (sau bị hủy bỏ với trường hợp của Summesr, Weider bỏ nhóm gia nhập Family. Cuối cùng, vào năm 1969, Eric Burdon đành bỏ cuộc, gia nhập một nhóm nhạc War ở California

## Ngày về của The Animals
Năm 1975, Alan Price, Hilton Valentine, Bryan Chandler, và John Steel trở lại The Animals cùng với Eric Burdon. Eric nói rằng không có ai hiểu được vì sao lại có cuộc hội ngộ ngắn ngủi đó. Năm 1976, họ làm một tour trình diễn nhỏ và tung video "Lonely Avenue" và "Please Send Me Someone to Love". Năm 1977, họ làm album Before We Were So Rudely Interrupted, album được giới phê bình khen ngợi nhưng không được ăn khách và ít người biết đến, Eric cùng với Hilton có thu âm bản demo tại thời điểm đó, nhưng sau đó những bản thu âm này lại không bao giờ được phát hành.

## Tan rã
Tháng 12 năm 1982, Burdon cùng Price lên kế hoạch mới. Năm 1983, The Animals ra album Ark, với sự trở lại của Zoot Money, và sự giúp đỡ của Nippy Noya chơi bộ gõ, Steve Gregory chơi kèn saxophone và Steve Grant với guitar. Bài hát The Night đứng thứ 48 của US Pop Singles và 34 của Mainstream Rock Charts, nó cũng có vị thế lớn ở Hy Lạp. Họ ra bài hát tiếp theo là Love Is For All Time
Tour trình diễn của họ có một phần ba bài hát từ thời 1960, hai phần ba từ album Ark. Ngoài ra còn có "Heart Attack", "No More Elmore", "Oh Lucky Man", "It's Too Late", "Tango", và "Young Girls". Họ có tour trình diễn đầu tiên ở New York và ngày 9 tháng 9 năm 1894, tại Trung tâm Hành chính Mid-Hudson, tại nhà hát Royal Oak vào ngày 21 tháng 11 năm 1983, tại Sân vận động Wembley vào 31 tháng 12 năm 1984 với album Greatest Hits Live (Rip It to Shreds). Sau đó do lịch diễn quá dày dặc, nhóm thấy rõ hoạt động theo kiểu tái hợp này không thể kéo dài. 5 người lại chia tay nhau lần nữa, đi tiếp vết xe đổ của sự nghiệp cầm ca. Chấm dứt sự tồn tại 22 năm của một trong những nhóm nhạc huyền thoại nước Anh. Có một bộ phim về sự trở lại của họ nhưng không bao giờ được phát hành, Chandler mất vào năm 1996, đồng nghĩa với việc không bao giờ có sự trở lại của nhóm The Animals ngày đầu như hồi năm 1975

## Hậu The Animals
Sau khi The Animals tan rã. Suốt những năm 1990 và 2000, đã có một số nhóm nhạc mang tên Animals mà thành viên trong đó là những cựu viên của The Animals. Các thành viên trong the Animals tiếp tục sự nghiệp ca nhạc cho đến bây giờ
- Năm 1993, Hilton Valentine thành lập nhóm Animals II, năm 1994 John Steel tham gia, năm 1996, Dave Rowberry gia nhập. Ban nhạc còn có sự tham gia của Steve Hutchinson, Steve Dawson và Martin Bland. Nhóm vẫn lưu diễn dưới tên The Animals cho đến năm 2001
- Năm 2001, Hilton rời nhóm, nhóm đổi tên thành Animals and Friends và có thêm sự tham gia của Peter Barton, Jim Rodford và John Williamson. Năm 2003, Dave Rowberry mất và Mickey Gallagher (người từng thay thế Alan Price trong năm 1965) thay thế. Nhóm hoạt động trên tàu Color Line con tàu đi xuyên tuyến đường từ Scandinavia và Đức
- Vào những năm 1990, Danny McCulloch cho tái xuất bản những bài hát của The Animals mà ông sáng tác, đặt lời
- Vào năm 1998, Eric Burdon cho thành lập nhóm nhạc Eric Burdon and the New Animals. Đây là thực sự chỉ là sự đổi tên của một ban nhạc hiện tại ông đã được đi lưu diễn với các hình thức khác nhau kể từ năm 1990. Thành viên của nhóm mới này bao gồm Dean Restum, Dave Meros, Neal Morse và Aynsley Dunbar. Martin Gerschwitz thay thế Morse vào năm 1999, sau khi Ryo Okumoto tạm thế chỗ chỉ trong 3 tuần và Dunbar đã được thay thế bởi Bernie Pershey vào năm 2001. Năm 2003, ban nhạc bắt đầu chuyến lưu diễn. Ban nhạc bắt đầu lưu diễn vào năm 2003. Vào năm 2007 và 2008, Hilton Valentine tham gia, nhóm cũng thu nạp thêm Red Young, Paula O'Rourke và Tony Braunagle. Sau khi Burdon mất quyền sở hữu tên, ông thành lập một ban nhạc mới với những nghệ sĩ hoàn toàn khác

## Tranh chấp về quyền sở hữu của tên ban nhạc
Năm 2008, một tòa án xác nhận rằng John Steel sở hữu tên ban đầu của nhóm nhạc The Animals, Eric Burdon phản đối điều này, nhưng đã bị tòa án bác bỏ. Một trong những nguyên nhân ông bị từ chối do hồi năm 1976 ông đã đổi tên nhóm là Eric Burdon and The Animals, nó là đòn chí mạng khi cái tên thể hiện rằng ông đã tự tách uy tín của tên tuổi của mình với ban nhạc

## Di sản của The Animals
The Animals được vinh danh trong phần giới thiệu trong Đại sảnh Danh vọng Rock and Roll vào năm 1994. Năm 2003, bài hát The House of the Rising Sun xếp thứ 122, bài hát We Gotta Get out of This Place xếp thứ 233 trong 500 bài hát vĩ đại nhất (danh sách của Rolling Stone). 2 bài hát cũng được vinh danh trong Đại sảnh Danh vọng Rock and Roll. Ngoài ra thì 
Don't Let Me Be Misunderstood cũng xếp thứ 315 trong 500 bài hát vĩ đại nhất (danh sách của Rolling Stone). The House of the Rising Sun là ca khúc thành công nhất trong lịch sử hoạt động của The Animals và không có ca khúc nào sau đó của nhóm leo lên vị trí số 1. Ca sĩ Eric Burdon đứng thứ 57 trong top 100 Ca sĩ vĩ đại nhất mọi thời đại của Rolling Stone
Vào ngày 15 tháng 3 năm 2012, trong một bài phát biểu với khán giả tại miền Nam bởi lễ hội âm nhạc Tây Nam, Bruce Springsteen có nói ảnh hưởng của The Animals vào âm nhạc của mình tại chiều dài, nói: "Với tôi, The Animals là một sự mặc khải. Họ được các hồ sơ đầu tiên với ý thức giai cấp toàn diện mà tôi từng nghe. "Ông nói "We Gotta Get out of This Place": "Đó là những bài hát mà tôi đã viết... Đó là" Born to Run ',' Born in the U.S.A., "tất cả mọi thứ mà tôi đã làm trong 40 năm qua bao gồm cả tất cả những cái mới, đó tác động vào tôi tôi quá sâu. Đây là lần đầu tiên tôi cảm thấy tôi nghe một cái gì đó đi qua các đài phát thanh phản ánh cuộc sống gia đình của tôi, tuổi thơ của tôi. "Ông nói rằng Darkness on the Edge of Town của thị xã đã được "tràn đầy với The Animals", Springsteen chơi những đoạn riff mở của "Don't Let Me Be Misunderstood" và của "Badlands" của mình trở lại trở lại, sau đó ông nói: "Nghe này, các bạn trẻ. Đây là thành công của hành vi trộm cắp được thực hiện!"
Sean Egan cũng từng nói "British Invasion như The Animals có ảnh hưởng lớn trên những người đàn ông của thế hệ mình. Mặc dù The Animals ban đầu đã không thường xuyên viết các tài liệu riêng của họ, họ thường chọn những bài hát của mang đặc trưng của giai cấp vô sản và chống độc tài, và bạn có thể thấy lý do tại sao các tài liệu như vậy sẽ thu hút tâm trí ai đó như của Springsteen. Điều này đặc biệt có thể thấy qua We Gotta Get out of This Place, một hoạt cảnh ảm đạm của đói nghèo và một tuyên bố của một quyết tâm thoát nghèo."
The Animals hoạt động trong thời kỳ chiến tranh Việt Nam, họ cũng đã bắt thời cơ này để hát những bài nội dung phản chiến như We Gotta Get out of This Place,Sky Pilot, San Franciscan Nights rất được ưa chuộng. Đặc biệt We Gotta Get out of This Place rất được lính Mỹ ở miền nam Việt Nam yêu thích khi nó nói đúng tâm trạng chán nản và muốn trở về nước của quân Mỹ

## Album
- The Animals (1964; The Animals; Mỹ) / The Animals (1964; The Animals; Anh)
- The Animals on Tour (1965; The Animals; Mỹ)
- Animal Tracks (1965; The Animals; Anh) / Animal Tracks (1965; The Animals; Mỹ)
- Animalisms (1966; The Animals; Mỹ) / Animalization (1966; The Animals; Mỹ)
- Animalism (1966; The Animals; Mỹ)
- Eric Is Here (1967; Eric Burdon & The Animals; Mỹ)
- Winds of Change (1967; Eric Burdon & The Animals)
- The Twain Shall Meet (1968; Eric Burdon & The Animals)
- Every One of Us (1968; Eric Burdon & The Animals; Mỹ)
- Love Is (1968; Eric Burdon & The Animals)
- Before We Were So Rudely Interrupted (1977; The Animals)
- Ark (1983; The Animals)

## Các thành viên
Hậu The Animals
- John Steel - drums (1963-1966, 1975-1976, 1983, 1992-nay)
- Mick Gallagher - keyboards (1965, 2003–nay)
- Pete Barton - vocals, bass (2001–nay)
- John Williamson - guitar, vocals (2001–nay)
- Danny Handley - guitar, vocals (2003–nay)

The Animals (tính từ hồi thành lập đến tan rã năm 1984)
| - Eric Burdon - ca sĩ (1963-1968, 1975-1976, 1983) - Hilton Valentine - guitar (1963-1966, 1975-1976, 1983, 1992-2001) - Chas Chandler - bass, ca sĩ (1963-1966, 1975-1976, 1983; died 1996) - Alan Price - keyboards, ca sĩ (1963-1965, 1975-1976, 1983) - Dave Rowberry - keyboards (1965-1966, 1999-2003; died 2003) - Barry Jenkins - trống (1966-1968) - John Weider - bass, guitar, violin (1966-1968) - Vic Briggs - guitar, piano (1966-1968) - Danny McCulloch - bass (1966-1968) - Zoot Money - keyboards, bass, ca sĩ (1968, 1983) (tên thật: George Bruno Money) - Andy Summers - guitar, bass (1968) - Steve Grant – guitar, synthesiser, vocals (1983) - Steve Gregory – saxophones (1983) | - Nippy Noya – percussion (1983) - Joss Elliott - bass (1992-1994) - George Fearson - guitar (1992-1994) - Robert Robinson - ca sĩ (1992-1994) - The Dod - drums (1992) - Steve Hutchinson - keyboards (1992-1999) - Martin Bland - bass (1994-1999) - Steve Dawson - guitar (1994-1999) - Robert Kane - ca sĩ (1994-1999) - Jim Rodford - bass (1999-2003) - Tony Liddle - ca sĩ (1999-2001) - Eamon Cronin - ca sĩ (2001) |

## Các bài hát được dùng trong phim
- 1964: Get Yourself a College Girl, "Blue Feeling", "Around and Around" tức "Round and Round" (lip-sync)
- 1965: The Wednesday Play (Episode: Stand Up, Nigel Barton), "We Gotta Get out of This Place"
- 1965: Pop Gear "House of the Rising Sun", "Don't Let Me Be Misunderstood" (lip-sync)
- 1967: Stranger in the House, "Ain't that so"
- 1967: It's a Bikini World, "We Gotta Get out of This Place" (lip-sync)
- 1983: Purple Haze, "When I Was Young"
- 1985: Men, "When I Was Young"
- 1986: The A-Team (Tập: Beneath The Surface), "We Gotta Get out of This Place"
- 1987: Hamburger Hill, "We Gotta Get out of This Place"
- 1988: 1969, "When I Was Young"
- 1992: American Me, "Don't Let Me Be Misunderstood"
- 1995: Casino, "House of the Rising Sun"
- 1998: The Waterboy, "The House of the Rising Sun"
- 1999: The Sopranos (Episode: Down Neck), "Don't Bring Me Down"
- 2000: Angels of the Universe, "Don't Let Me Be Misunderstood"
- 2000: Piso Porta, "Squeeze Her, Tease Her", "That's All I Am To You"
- 2001: 15 Minutes, "House of the Rising Sun"
- 2001: Blow Dry, "Don't Let Me Be Misunderstood"
- 2002: The West Wing (Tập: Process Stories), "House of the Rising Sun"
- 2002: Heartbeat (Episode: A Many Splendoured Thing), "See See Rider"
- 2004: Layer Cake, "Don't Let Me Be Misunderstood"
- 2004: The Life and Death of Peter Sellers, "It's My Life"
- 2004: Fahrenheit 9/11, "We Gotta Get out of This Place"
- 2007: Music Within, "We Gotta Get out of This Place"
- 2007: Zodiac, "Sky Pilot"
- 2007: Supernatural (Episode: Roadkill), "The House of the Rising Sun"
- 2007: My Name Is Earl (Tập: The Trial), "The House of the Rising Sun"
- 2007: My Name Is Earl (Tập: Early Release), "We Gotta Get out of This Place"
- 2008: Californication (Tập: Final of second season), "It's My Life"
- 2009: Heroes (Phần 3, Tập 21), "We Gotta Get out of This Place"
- 2009: Eastbound & Down (Phần 1, Tập 6), "Sky Pilot"
- 2010: Rake (TV series) (Phần 1, Tập 8), "Don't Let Me Be Misunderstood"
- 2010: Ceremony, "Good Times"
- 2012: Skyfall(On helicopter PA),"Boom Boom"
- 2012: Supernatural (Tập: Little Slice of Kevin), "We Gotta Get out of This Place"